# Junts per Catalunya (coalició)
|  | Aquest article tracta sobre la coalició electoral. Si cerqueu el partit polític, vegeu «Junts per Catalunya (partit polític)». |

Junts per Catalunya (JuntsxCat) va ser una candidatura de caràcter transversal independentista i nacionalista formada majoritàriament per membres independents que va concórrer les eleccions al Parlament de Catalunya de 2017. La candidatura està liderada per Carles Puigdemont i Casamajó. El 2019 també es va acordar que es faria servir la mateixa marca per a les eleccions municipals, estatals i europees.

## Història
Junts per Catalunya és una marca electoral registrada per Convergència Democràtica de Catalunya i el Partit Demòcrata Europeu Català, però integrada també per persones independents, amb motiu de les eleccions al Parlament de Catalunya de 2017. Després de la declaració d'independència de Catalunya del Parlament de Catalunya i la posterior activació de l'article 155 de la Constitució Espanyola, Mariano Rajoy va convocar eleccions autonòmiques al Parlament. Puigdemont s'havia exiliat a Bèlgica i diversos consellers del Govern de Catalunya estaven en presó preventiva acusats de sedició i rebel·lió. En aquest escenari, diversos dirigents del Partit Demòcrata -Artur Mas, Marta Pascal i David Bonvehí-, es van trobar amb Puigdemont a Brussel·les, on aquest va accedir finalment a ser candidat, amb la condició que fos una llista que superés les sigles nacionalistes i que sumés independents. Inicialment Puigdemont havia proposat presentar-se com a cap de llista d'una agrupació d'electors.
El nom no era nou, ja que s'havia proposat inicialment en el congrés fundacional del Partit Demòcrata, tot i que va ser descartat per les votacions de les bases del partit. Finalment el sistema es va aprovar en el consell nacional del partit celebrat dimecres 15 de novembre de 2017.
La creació de la formació, la consolidació i l'èxit parlamentari a més de la introducció de persones amb noves ideologies, va provocar baixes del Partit Demòcrata i també distanciaments entre els principals líders i exlíders polítics del Partit Demòcrata i la formació de Junts per Catalunya.

### Candidatures
La llista fou presentada per Puigdemont des de Brussel·les i va incorporar personalitats del partit, així com diversos independents com ara la filòloga Laura Borràs, la historiadora Aurora Madaula, l'escriptor Jaume Cabré, el sociòleg Salvador Cardús, la dibuixant Pilarin Bayés, l'actor Joan Lluís Bozzo, el cuiner Fermí Puig, l'historiador Josep Maria Solé i Sabaté i l'exnedadora i exresponsable de la selecció espanyola de natació sincronitzada Anna Tarrés, entre d'altres.
Destaca el paper del president de l'ANC, Jordi Sànchez, que va ser segon en la llista per Barcelona, després de renunciar a tal càrrec. De fet, fins a cinc membres del secretariat nacional de l'ANC van abandonar el càrrec per incorporar-se a les llistes d'aquesta candidatura (Francesca Ferreres, Alícia Casals, Assumpció Castellví i Pere Grau).

### Campanya electoral
Elsa Artadi fou la cap de campanya i Eduard Pujol el portaveu. Dins de l'equip també hi havia Jaume Clotet, el director de comunicació del Govern, l'alcalde de Valls Albert Batet, el cap de gabinet de Puigdemont Josep Rius i el publicista Ramon Piqué.

### Resultats
Contra tot pronòstic, Junts per Catalunya va obtenir 34 diputats (les enquestes en donaven al principi 13 i abans de les eleccions 25-27) per tant el resultat va sorprendre i va quedar per davant d'ERC (32 diputats) i la CUP (4 diputats). Entre tots tres grups van sumar 70 diputats, dos per damunt de la majoria absoluta. La llista va superar per 12.000 vots i dos escons ERC, convertint-se en el partit independentista majoritari al Parlament.

## Legislatura 2017-2020
La coalició va viure una profunda ruptura a mitjan 2020 quan l'entorn de Carles Puigdemont va formar el partit polític Junts per Catalunya i 5 diputats al Parlament de Catalunya van romandre en el Partit Demòcrata, que va denunciar a Junts per Catalunya per apropiació de la marca.
El president de la Generalitat Joaquim Torra i Pla va anunciar la seva intenció de dissoldre anticipadament el parlament després de la crisi oberta entre Junts per Catalunya i ERC després de la inhabilitació com a diputat de Torra el 27 de gener de 2020. Quim Torra va anunciar que convocaria eleccions després que s'aprovessin els pressupostos de la Generalitat de Catalunya, però la pandèmia per coronavirus de 2020 a Catalunya va obligar a posposar-les. El 28 de setembre el Tribunal Suprem va ratificar la sentència del TSJC en què inhabilitava Quim Torra per un any i mig per haver desobeït l’ordre de la JEC i no despenjar a temps la pancarta del balcó de la Generalitat amb un llaç groc i el missatge “Llibertat presos polítics i exiliats” durant la campanya electoral de les generals del 28-A. El 8 de gener de 2021 la Junta Electoral Central reconeixia al Partit Demòcrata els drets electorals respecte a l'antiga coalició.

## Partits del grup parlamentari
Els partits que formen part del grup parlamentari al Parlament de Catalunya són:
- Partit Demòcrata, partit liderat per David Bonvehí i Miriam Nogueras.[19]
- Acció per la República, partit impulsat per Aurora Madaula i Oriol Izquierdo i continuador de Junts per la República.